# 마쓰모토 겐이치 (1946년)
마쓰모토 겐이치(일본어: 松本 健一: 1946년 1월 22일-2014년 11월 27일)는 일본의 사상사학자다. 레이타쿠 대학 경제학부 교수.
중국일본어 연수센터 교수, 레이타쿠 대학 경제학부 교수, 레이타구 대학 비교문명문화연구센터 소장, 일반재단법인 아시아종합연구기구 평의원 의장, 동일본 국제대학 객원교수, 내각관방참여 동아시아 외교문제 담당 등을 역임했다.
군마현 출신. 사이타마 현립 구마 고등학교를 졸업해 1968년 도쿄 대학 경제학부 졸업, 아사히 글라스에 입사했다. 1969년 퇴사하고 호세이 대학 대학원에서 현대일본문학 전공. 1971년 평전 『젊은 키타 잇키』로 주목을 받는다. 1974년 박사과정 만기퇴학. 재야 역사학자로 저술을 계속한다. 1983년 중국일본어 연수센터 교수로 부임. 1994년 레이타쿠 대학 경제학부 교수, 2009년 레이타쿠 대학 비교문명문화연구센터 소장에 취임했다.
간 내각의 내각관방장관 센고쿠 요시토와 대학시절 친구이며, 2010년 10월부터 2011년 9월까지 내각관방참여 동아시아 외교문제담당을 맡았다. 또한 시바 료타로 기념재단 평의원, 일본재단 평의원, 시바 료타로상 심사위원을 역임했다.
그의 작풍은 근대 일본 정신사, 아시아 문화론을 전문으로 한다. 다케우치 요시미, 하시카와 분소의 맥을 이어 우익, 좌익의 범주에 얽매이지 않고 역사와 사상을 탐구한다. 다작가로 알려져 있으며 매년 몇 권씩 책을 간행했다. 이런 사상사에 입각하여 일본의 국민성("내셔널 아이덴티티") 재구축을 목표로 하는 온건 보수주의자로서 정치평론도 많이 했다.
2014년 11월 27일 암으로 별세. 향년 68세.